# Spartina densiflora
Spartina densiflora är en gräsart som beskrevs av Adolphe-Théodore Brongniart. Spartina densiflora ingår i släktet marskgräs, och familjen gräs. Inga underarter finns listade i Catalogue of Life.

## Bildgalleri

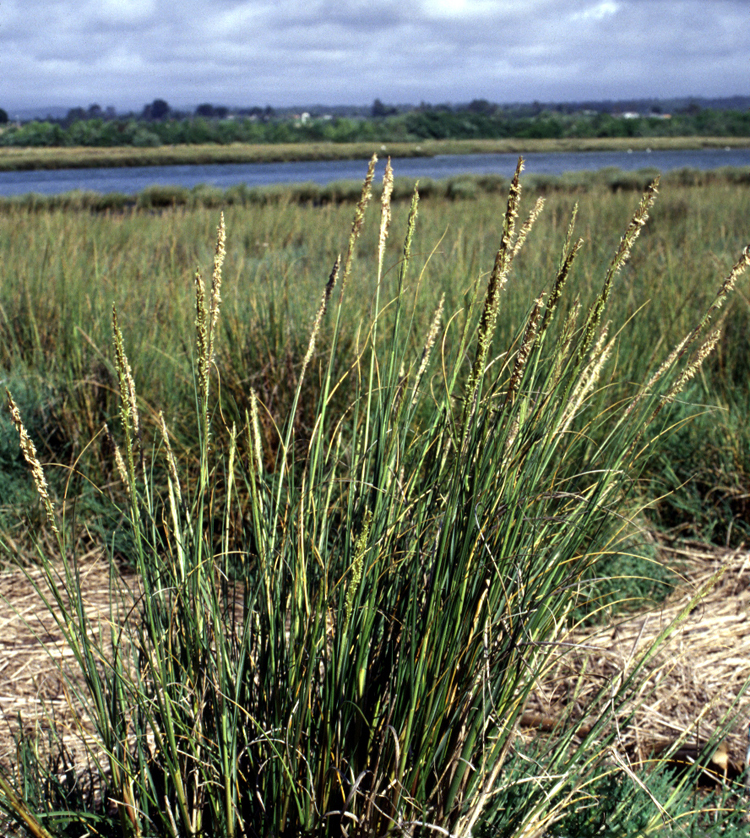